# Bactrostoma
Bactrostoma là một chi bướm đêm thuộc phân họ Olethreutinae, họ Tortricidae Tortricidae.

## Các loài
- Bactrostoma cinis Diakonoff, 1960